# بشير عباس
بشير عباس  (1 يناير 1940 - 27 يناير 2022) مُلحن وموسيقي سوداني له دورا بارزا في تطوير فن موسيقى الطرب والغناء في السودان والترويج له في العالم.

## ميلاده وتعليمه
ولد بشير عباس في حي حلفاية الملوك بالخرطوم بحري بالسودان قبل أن ينتقل مع أسرته إلى أم درمان  تعلم العزف على الآلة الموسيقية منذ صباه بالمدرسة الأولية. يقول بشير في إحدى المقابلات الصحفية التي أُجريت معه إن أول آلة موسيقية تعلم عليها العزف كانت صفارة أهداها إليه والده كمكافأة لنجاحه في امتحان الالتحاق بمدارس المرحلة الابتدائية، وكانت صفَّارة مصنوعة من عود الأبنوس. ثم تعلم العزف على آلة العود في مسقط رأسه بالخرطوم بحري.

## حياته العملية
عمل في الإذاعة السودانية كعازف لآلة العود في يونيو / حزيران 1959م ثم عُيّن في وظيفة سكرتير أوركسترا الإذاعة القوميَّة، واستمر فيها حتى 1963 م حتى استقال منها ليعمل كعازف لحسابه الخاص، وعمل بعد ذلك في الهيئة القضائية في الخرطوم في وظيفة محاسب ولكنه ما لبث أن عاد إلى الإذاعة السودانية مسؤولاً عن قسم الموسيقى. وفي عام 1966 م تمَّ تعيينه نائباً لضابط الموسيقى بالإذاعة وفي العام 1967 م تولَّى مهمَّة إدارة قسم الموسيقى بها. في عام 1990 سافر إلى دولة الإمارات العربية المتحدة وأقام فيها حتى عام 1995 ليغادرها إلى فرنسا و بريطانيا و الولايات المتحدة وخلال تلك تلك الفترة سُجِلت له عدة حلقات لبرامج موسيقية في كل من إذاعة مونت كارلو و هيئة الإذاعة البريطانية في لندن. وغادر دولة الإمارات العربية المتحدة ليقيم في كندا للعلاج ويتنقل بينها وبين وطنه الأصلي السودان.

## إنتاجه الفني
بلغ رصيد بشير عباس من المقطوعات الموسيقية التي قام بتألفيها حوالي 48 قطعة موسيقية إلى جانب 120 عملاً في تلحين الأغاني لعدد من كبار المغنيين السودانيين أمثال أحمد المصطفى ، محمد وردي ، عبد العزيز محمد داؤود و زيدان إبراهيم و حسن عطية وفرقة البلابل. وكانت أولى مؤلفاته الموسيقية ثلاث مقطوعات هي: «أمي» و «أحاسيس» ، و «نهر الجور» والتي قدمها للإذاعة السودانية في أم درمان عام 1960 بالعزف على المزمار وتوالت بعد ذلك أعماله الموسيقية المسجلة لدى الإذاعة السودانية ومن بينها مقطوعات بعناوين «مريدي» و «ليالي الخرطوم» و «النيلين» و «الأخت» و «أضواء».

## نجاحه في الخارج
شارك بشير عباس في العديد من الفعاليات الموسيقية الدولية والمسابقات الفنية، ففي عام 2003 م تلقى دعوة للمشاركة في فعاليات يوم الموسيقى العالمي بألمانيا ضمن 22 مشاركاً من مختلف قارات العالم وفاز بشير في المسابقة محرزاً المرتبة الثالثة من خلال موسيقى أغنية «عشت يا سوداني» التي تغنى بها أحمد المصطفى، وفي عام 2005 م نظمت جامعة الدول العربية في القاهرة مسابقة للمقطوعات الموسيقية شارك فيها بشير عباس بقطعة موسيقية بعنوان «نبتة حبيبتي» ممثلاً للسودان مع 25 مرشحين آخرين وأحرز المرتبة الثانية.
كما تمت استضافته في عدد من محطات الإذاعة العالمية مثل هيئة الإذاعة البريطانية في لندن وإذاعة مونت كارلو في إمارة موناكو و إذاعة صوت أمريكا وإذاعة الشرق الأوسط العربية.

## دوره في تطوير الموسيقى السودانية
ارتبط اسمه في فترة من فترات نشاطها الفني بالثلاثي الغنائي النسوي في السودان المعروف باسم البلابل و والذي يتكون من ثلاث شقيقات تولّى بشير مهمة تلحين وتوزيع موسيقى أغنياتهن والتي لاقت رواجا كبيرا في السودان وبلغ مجموع ما قام بتلحينه لهن من أغانٍ وأناشيد حوالي 35 عملاً تنوعت موضوعاتها من موسيقى الرومانسية إلى أغاني الحماسة منها أغنيات: لون المنقة، مشينا، خاتم المني، مشوار، نور بيتنا، اللي يسأل ما بتوه، متعالي علينا.

## وفاته
توفي يوم الخميس 24 جمادى الآخرة 1443 هجريًّا، الموافق 27 يناير 2022 ميلاديًّا في مستشفى دبي في الإمارات العربية المتحدة، عن عمر ناهز 82 عامًا إثر مرض ألمَّ به، وأصدر مجلس السيادة السوداني بيانًا وصف فيه بشير عباس بأنه «رائد من رواد الموسيقى السودانية، ومثقف أصيل، عمل طيلة حياته على نشر الثقافة السودانية والتبشير بها داخل وخارج السودان».

## صفحات ذات صلة
- أسماء حمزة